# Ricardo Trotti
Ricardo Trotti (n. San Francisco, 1958) es director ejecutivo de la Sociedad Interamericana de Prensa. Fue director de Libertad de prensa y del Instituto de prensa de la Sociedad Interamericana de Prensa, con sede en Miami, donde dirige el área relacionada con la libertad de prensa y de formación de periodistas y ejecutivos de medios de comunicación. Nació en San Francisco, Provincia de Córdoba, Argentina, trabaja y vive en Miami desde 1993. Trotti
También el proyecto Contra la Impunidad 2 de crímenes contra periodistas. Sobre este proyecto la Fundación John S. and L. Knight 3 emitió a principios de 2011 un completo informe, titulado “Killing the News” sobre la contribución al periodismo de las Américas.

## Carrera
Fue editor en jefe de El Liberal de Santiago del Estero, Argentina, asistente del director del diario El Nuevo Herald (Miami), y periodista y fotógrafo de El Pregonero y The Catholic Standard en Washington. Ha recibido numerosos premios nacionales e internacionales por su trabajo como periodista, incluidos los concedidos por la Asociación Nacional de Entidades Periodísticas de Argentina / Clarín / agencia ANSA y el Gran premio Libertad de Prensa de la SIP en 1991.
Trotti escribe para varios diarios y publicaciones especializadas internacionales y en su blog Prensa y expresión. Dicta conferencias y seminarios sobre la libertad de prensa y periodismo y es autor, entre otros trabajos, del libro La Dolorosa Libertad de Prensa: En busca de la ética perdida, (Ed. Atlántida, Buenos Aires). Estudió periodismo en Argentina y Estados Unidos y es profesor auditor del Colegio Universitario de Periodismo de Córdoba, Argentina.
Es columnista sobre temas de libertad de prensa, libertad de expresión, comunicación y política en varios diarios importantes de la región: entre otros, El Nuevo Herald, Miami, USA; El Universal, México; El Comercio, Perú; El Universal, Venezuela; Listín Diario, República Dominicana; La Prensa, Honduras; Siglo 21, Guatemala; La Prensa, Nicaragua; La Prensa Gráfica, El Salvador; La Voz de San Justo, San Francisco de Córdoba, Argentina; La Voz del Interior, Córdoba, Argentina y Diario de Cuyo, San Juan, Argentina.
Es artista plástico autodidacta. Ha realizado numerosas exhibiciones individuales y colectivas. Sus trabajos m'as recientes pueden encontrarse en: www.ricardotrotti.com

## Premio
Recientemente, en el marco una Asamblea efectuada en Lima, nueve organizaciones nacionales de prensa entregaron hoy en esta ciudad el premio “Lucha por la Libertad de Expresión” al periodista argentino Ricardo Trotti, director de Libertad de Prensa de la Sociedad Interamericana de Prensa (SIP), en reconocimiento a su dedicación por la preservación del periodismo independiente en las Américas.
Trotti es autor del libro “La Dolorosa Libertad de Prensa, en Busca de la Ética Perdida” y de otras obras sobre el derecho a la libertad de expresión de los pueblos latinoamericanos. Desde 1993 trabaja con la SIP, donde también encabeza el Proyecto Crímenes sin Castigo contra Periodistas y el Instituto de Prensa de la organización.
Al otorgar el galardón, las organizaciones estimaron que a Trotti se le considera como el más acucioso conocedor de las leyes de prensa en la región, lo cual le ha permitido dejar una huella profunda y personal en la lucha diaria por las libertades públicas en la región.
“Por muchos años es quien más ha luchado por mantener el oxígeno imprescindible para el periodismo independiente”, comentó el director del diario La Gaceta, de Tucumán, Daniel Dessein, presidente de la Comisión de Libertad de Prensa de la Asociación de Entidades Periodísticas Argentinas (ADEPA) y vicepresidente regional para Argentina de la SIP.
“Trotti pasó, de ser editor jefe de un diario de una provincia vecina a la mía, a cruzar el continente para convertirse en uno de los más atentos custodios de la libertad de expresión en cada uno de nuestros países”, agregó Dessein.
Además de ADEPA, las organizaciones periodísticas que entregaron el reconocimiento son: Asociación Nacional de Periódicos, Brasil (ANJ, por sus siglas en portugués); Asociación Nacional de la Prensa, Chile (ANP); Asociación Colombiana de Editores de Diarios y Medios Informativos, Colombia (Andiarios), Asociación Ecuatoriana de Editores de Periódicos, Ecuador (AEDEP), Asociación Mexicana de Editores de Periódicos, México (AME), Bloque de Prensa Venezolano, Venezuela (BPV), Consejo de la Prensa Peruana, Perú (CPP) y Centro para la Libertad de Expresión, República Dominicana.
La SIP desarrolló del 14 al 18 de octubre de 2011 en Lima, Perú, su 67ª Asamblea General anual en la que, entre otras actividades, medio millar de editores y periodistas revisaron la situación de la libertad de prensa en cada nación del continente.